# Charles S. Francis

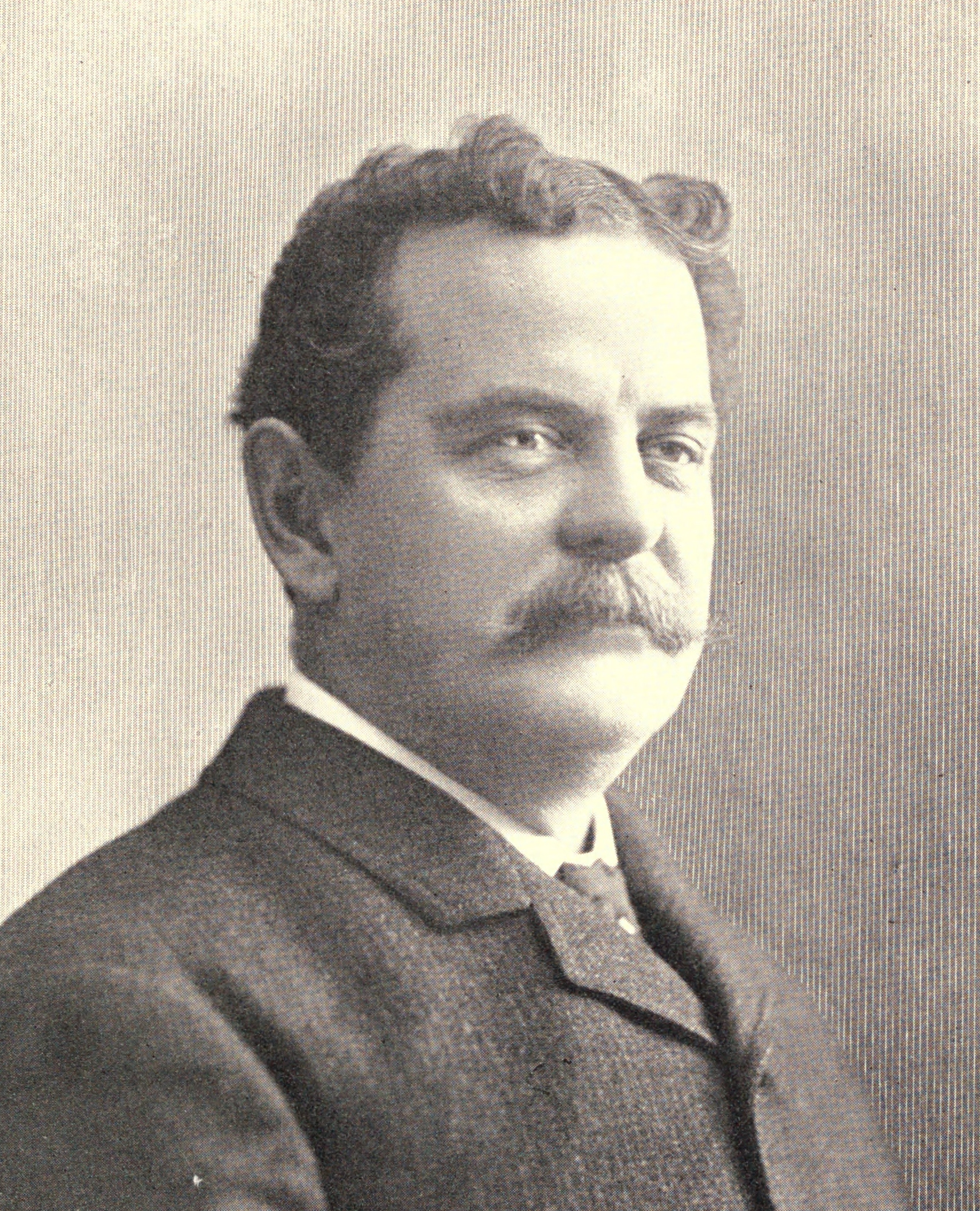
Charles S. Francis (ca. 1901)

Charles Spencer Francis (* 17. Juni 1853 in Troy, Rensselaer County, New York; † 1. Dezember 1911 ebenda) war ein US-amerikanischer Journalist und Diplomat, der unter anderem Botschafter der Vereinigten Staaten in Österreich-Ungarn war.

## Leben
Charles Spencer Francis, Sohn von John Morgan Francis und dessen Ehefrau Harriet Tucker Francis, absolvierte ein Studium an der Cornell University und gewann dort mehrmals das Rudern im Einer sowie Langstreckenläufe. 1876 gewann er den US-amerikanischen Universitätswettkampf auf dem Saratoga Lake im Einer-Rudern in der 2-Meilen-Distanz mit einer Zeit von 13:42,75 Minuten. Er war als Redakteur und Herausgeber von Tageszeitungen tätig. Er war Mitglied der Republikanischen Partei sowie der 1876 gegründeten Patriotischen Gesellschaft Sons of the Revolution.
Am 20. Dezember 1900 wurde Francis vom republikanischen US-Präsident William McKinley zum Außerordentlichen Gesandten und Bevollmächtigten Minister im Königreich Griechenland ernannt und übergab dort am 2. März 1901 sein Akkreditierungsschreiben als Nachfolger von Arthur Sherburne Hardy. Er wurde am 24. Dezember 1902 von diesem Posten abberufen, woraufhin John Brinkerhoff Jackson seine dortige Nachfolge antrat. Zugleich wurde er als Nachfolger von Arthur Sherburne Hardy am 20. Dezember 1900 zum Gesandten im Königreich Serbien mit Amtssitz in Athen ernannt und übergab sein Beglaubigungsschreiben am 13. Mai 1901. Den Posten als Gesandter in Serbien behielt er ebenfalls bis zum 24. Dezember 1902 und wurde auch dort von John Brinkerhoff Jackson, wenngleich dieser kein Beglaubigungsschreiben überreichte. Darüber hinaus wurde er am 20. Dezember 1900 in Personalunion auch zum Gesandten im Königreich Rumänien berufen und übergab dort am 16. Oktober 1901 ebenfalls als Nachfolger von Arthur Sherburne Hardy seine Akkreditierung. Am 24. Dezember 1902 wurde er auch von diesem Posten abberufen und von John Brinkerhoff Jackson abgelöst.
Zuletzt wurde Charles S. Francis am 22. März 1906 von US-Präsident Theodore Roosevelt zum Außerordentlichen und Bevollmächtigten Botschafter der Vereinigten Staaten in Österreich-Ungarn ernannt, wo er am 29. Mai 1906 als Nachfolger von Bellamy Storer seine Beglaubigung überreichte. Er bekleidete dieses Amt bis zu seiner Abberufung am 1. April 1910, woraufhin Richard C. Kerens seine dortige Nachfolge antrat.
Aus seiner Ehe mit Alice Evans Francis ging der Sohn Pomeroy Tucker „Pete“ Francis hervor. Nach seinem Tode wurde er auf dem Oakwood Cemetery in Troy beigesetzt.